# Lepanthes multiflora
Lepanthes multiflora là một loài thực vật có hoa trong họ Lan. Loài này được C.D.Adams & Hespenh. mô tả khoa học đầu tiên năm 1968.